# Pan Ki-mun
Pan Ki-mun korejsky 반기문, Ban Ki-moon: [pɑn gi mun] (* 13. června 1944 Umsong) je jihokorejský diplomat a bývalý generální tajemník OSN, úřadující ve funkci mezi lety 2007–2016. Byl druhým Asiatem, který ve funkci generálního tajemníka OSN působil (po U Thantovi z Barmy).
Před prvním zvolením do funkce byl diplomatem na jihokorejském ministerstvu zahraničí, a ve Spojených národech. Do diplomatických služeb vstoupil rok po získání bakalářského titulu ze studia mezinárodních vztahů na univerzitě v Soulu. Jeho první post byl na ambasádě v Novém Díllí. V roce 2004 se stal ministrem zahraničí a ministerstvo vedl až do listopadu 2006.

## Vyznamenání
- velká čestná dekorace ve zlatě s hvězdou Čestného odznaku Za zásluhy o Rakouskou republiku – Rakousko, 2001[1]
- velkokříž Řádu peruánského slunce – Peru, 2006
- velkokříž Národního řádu Burkiny Faso – Burkina Faso, 2008
- velkodůstojník Národního řádu Pobřeží slonoviny – Pobřeží slonoviny, 2008
- velkokříž Řádu Sikatuna – Filipíny, 30. října 2008[2]
- Řád přátelství I. třídy – Kazachstán, 2010
- Řád Ismáíla Sámáního – Tádžikistán, 2010
- velkokříž Řádu svatého Karla – Monako, 3. dubna 2013[3]
- Státní řád gaziho emíra Amanulláha Chána – Afghánistán, 2016[4]
- velkokříž Řádu osvoboditele generála San Martína – Argentina, 2016
- velkokříž Záslužného řádu Spolkové republiky Německo – Německo, 2016[5]
- velkokříž Řádu nizozemského lva – Nizozemsko, 19. dubna 2016[6]
- velkokříž Řádu svobody – Portugalsko, 13. května 2016[7]
- Řád přátelství – Rusko, 8. června 2016[8][9]
- athir Národního řádu za zásluhy – Alžírsko
- velkokříž Řádu Rio Branco – Brazílie
- velká čestná dekorace ve zlatě na stuze Čestného odznaku Za zásluhy o Rakouskou republiku – Rakousko
- velkokříž s hvězdou Národního řádu José Matíase Delgada – Salvador
- velkokříž Řádu svaté Agáty – San Marino